# Vega$
Vega$, nota anche come Vegas, è una serie televisiva statunitense in 69 episodi, trasmessi per la prima volta nel corso di 3 stagioni dal 1978 al 1981.

## Trama
L'investigatore privato Dan Tanna guida per le strade di Las Vegas nella sua  Ford Thunderbird del 1957 rossa per risolvere i crimini e per fare di Las Vegas un posto migliore per residenti e turisti.
Il suo cliente principale è Phillip Roth, alias Slick, proprietario di casinò e alberghi tra cui il Maxim Hotel e il Desert Inn Hotel & Country Club, a Las Vegas. Tanna viene chiamato quando succede qualcosa nell'hotel. Molte volte l'investigatore deve indagare su atti meramente criminali, altre volte è portato ad indagare  su situazioni farsesche. Ad esempio, in un episodio, una suora rivendica la proprietà del terreno su cui sorge il Desert Inn perché le è stato lasciato in eredità un atto da un vecchio cercatore d'oro che è morto e vuole trasformare l'albergo in un convento.
Tanna vive sulla Las Vegas Strip accanto al Circus Circus Hotel, in un magazzino di proprietà del Desert Inn Hotel and Country Club. Qui parcheggia la sua auto nel salotto. Tanna utilizza anche gadget da ritenersi high-tech (per il periodo) come ad esempio un telefono in auto con una segreteria telefonica che fisicamente alza la  cornetta e risponde tramite un registratore a nastro. Tanna spesso combatte con molti criminali tra cui uno psicopatico e un boss mafioso di nome Martin Gleaver.
Tanna è un veterano della guerra del Vietnam. Ciò viene illustrato attraverso  dei flashback in vari episodi.

## Personaggi
- Dan Tanna (stagioni 1-3), interpretato da Robert Urich.
- Bobby 'Binzer' Borso (stagioni 1-3), interpretato da Bart Braverman.
Inetto assistente di Tanna.
- Beatrice Travis (stagioni 1-3),  interpretata da Phyllis Davis.
Assistente di Tanna, mamma single e ex showgirl.
- tenente David Nelson (stagioni 1-3), interpretato da Greg Morris.
Cerca di non violare il protocollo ma spesso segretamente aiuta Tanna nei casi di polizia metropolitana in cui lui non può investigare.
- sergente Bella Archer (stagione 1), interpretato da Naomi Stevens.
Assiste di Tanna e Nelson.
- Roth (stagioni 1-3), interpretato da Tony Curtis.
- Angie Turner (stagione 1), interpretata da Judy Landers.
- Harlon Twoleaf (stagione 1), interpretato da Will Sampson.
- Pit Boss (stagioni 1-2), interpretato da Al Stephans Scaglione.
- Bernie (stagioni 1-3), interpretato da Richard Bakalyan.
- Judge Hunt (stagioni 2-3), interpretato da Byron Morrow.
- Sally (stagione 2), interpretata da Dian Parkinson.
- Turner (stagioni 2-3), interpretato da Peter Haskell.
- Manny (stagioni 2-3), interpretato da Pepper Davis.
- 'Diamond'Jim (stagione 3), interpretato da Victor Buono.

## Guest star
Dean Martin (nel ruolo di sé stesso), Debra Feuer, Kim Basinger, Melanie Griffith, Kim Cattrall, Abe Vigoda, Morey Amsterdam, Shelley Fabares, Shelley Berman, Savannah Smith Boucher, Alex Trebek, Sid Caesar, Slim Pickens, Isabel Sanford, Maureen McCormick, Cesar Romero, Doc Severinsen, Mamie Van Doren, Muhammad Ali, Robert Loggia, Kurt Krakowian, Leslie Nielsen, Lola Falana, Rudolph "Minnesota Fats" Wanderone, Heather Menzies (moglie dell'attore Urich), Eve Arden, Barbi Benton, Lisa Hartman, Shelley Winters, Wayne Newton, Captain & Tennille, Wolfman Jack, Tanya Roberts, Lorne Greene, Erin Gray, Gary Lockwood, William Garbacz, June Lockhart, Michael Cole, e Dick Butkus.

## Crossover
Nella terza stagione di Charlie's Angels, nella seconda parte dell'episodio intitolato Angels in Vegas, Robert Urich fa un cameo interpretando Dan Tanna alla fine dell'episodio. Questo episodio andò in onda la settimana prima del debutto del primo episodio regolare di Vega$, a settembre del 1978.

## Produzione
La serie fu prodotta da Aaron Spelling Productions e girata a Las Vegas in Nevada. La serie, (con l'eccezione di episodi speciali nelle Hawaii e a San Francisco) fu girata nella sua interezza a Las Vegas (è la prima serie televisiva prodotta interamente a Las Vegas).

### Registi
Tra i registi della serie sono accreditati:
- Don Chaffey (17 episodi, 1978-1981)
- Cliff Bole (12 episodi, 1979-1981)
- Lawrence Dobkin (5 episodi, 1978-1980)
- Lawrence Doheny (4 episodi, 1978-1979)
- Ray Austin (4 episodi, 1980-1981)
- Alf Kjellin (3 episodi, 1979-1981)
- Michael S. McLean (3 episodi, 1980-1981)
- Charlie Picerni (3 episodi, 1980-1981)
- Paul Stanley (2 episodi, 1978-1979)
- Sutton Roley (2 episodi, 1978)
- Phil Bondelli (2 episodi, 1979-1980)
- Dennis Donnelly (2 episodi, 1981)

## Distribuzione
La serie fu trasmessa negli Stati Uniti dal 1978 al 1981 sulla rete televisiva ABC. È stata poi pubblicata in DVD negli Stati Uniti dalla Paramount Home Entertainment nel 2009. 
In Italia è stata trasmessa con il titolo Vega$ su Canale 5.
Alcune delle uscite internazionali sono state:
- negli Stati Uniti il 20 settembre 1978 (Vega$)
- nel Regno Unito il 17 novembre 1978
- in Germania Ovest il 13 agosto 1980 ((Vegas))
- in Francia il 13 settembre 1981 (Vegas)
- in Spagna (Las Vegas)
- in Venezuela (Las Vegas)
- in Italia (Vega$)

## Episodi
| Stagione         | Episodi   | Prima TV USA | Prima TV Italia |
| ---------------- | --------- | ------------ | --------------- |
| Prima stagione   | 22+pilota | 1978-1979    | 1980            |
| Seconda stagione | 23        | 1979-1980    |                 |
| Terza stagione   | 23        | 1980-1981    |                 |